# Rivière Savoie
Pour les articles homonymes, voir Savoie (homonymie).
La rivière Savoie est un affluent de la rive ouest de la rivière Chaudière laquelle coule vers le nord pour se déverser sur la rive sud du fleuve Saint-Laurent. Elle coule dans les municipalités de Saint-Elzéar et de Sainte-Marie-de-Beauce, dans la municipalité régionale de comté (MRC) de La Nouvelle-Beauce, dans la région administrative de Chaudière-Appalaches, au Québec, au Canada.

## Géographie
Les principaux bassins versants voisins de la rivière Savoie sont :
- côté nord : rivière Vallée, rivière des Îles Brûlées, rivière Chaudière ;
- côté est : rivière Chaudière ;
- côté sud : rivière Nadeau (Nouvelle-Beauce), rivière Lessard, rivière Cliche, rivière des Fermes ;
- côté ouest : cours d'eau des Aulnaies, rivière Beaurivage, rivière Fourchette, rivière Filkars.

La rivière Savoie prend sa source dans le rang du Haut-Saint-Olivier, dans la municipalité de Saint-Elzéar, sur le versant nord du Mont du Cosmos. Cette zone de tête est située à 2,0 km au sud-ouest du centre du village de Saint-Elzéar, à 5,5 km à l'ouest de la rivière Chaudière et à 3,8 km au nord du sommet du Mont Saint-André.
À partir de sa source (soit à la hauteur du chemin du rang du Haut-Saint-Olivier), la rivière Savoie coule sur 7,2 km répartis selon les segments suivants :
- 1,8 km vers le nord-est, dans la municipalité de Saint-Elzéar, jusqu'à une route du rang Haut-Saint-Jacques, qu'elle coupe à 0,6 km au sud du centre du village ;
- 1,6 km vers le nord-est, jusqu'au chemin du Haut-Saint-Thomas lequel démarque les municipalités de Saint-Elzéar et de Sainte-Marie-de-Beauce ;
- 3,8 km vers le nord-est, en traversant la route du rang Saint-Étienne-Sud (qui longe la rive est de la rivière Chaudière), jusqu'à sa confluence.

La rivière Savoie se déverse sur la rive ouest de la rivière Chaudière, dans Sainte-Marie-de-Beauce. Cette confluence est située à 4,9 km en aval de la confluence de la rivière Nadeau (Nouvelle-Beauce) et rivière Lessard, ainsi qu'à 2,6 km en amont du pont de Sainte-Marie-de-Beauce.

## Toponymie
Le toponyme Rivière Savoie a été officialisé le 6 octobre 1983 à la Commission de toponymie du Québec.